# Ульяновське (Калінінградська область)
Ульяновське (рос. Ульяновское) — селище Озерського міського округу, Калінінградської області Росії. Входить до складу Новостроєвського сільського поселення.
Населення —  48 осіб (2015 рік). 

## Населення
| 2002 | 2010 |
| ---- | ---- |
| 51   | ↘48  |